# Льоре, Филипп
Филипп Льоре (фр. Philippe Lioret; род. 10 октября 1955, Париж, Франция) — французский кинорежиссёр, сценарист, продюсер.

## Биография
Филипп Льоре родился 10 октября 1955 году в Париже, Франция. С 1980 по 1992 год работал ассистентом режиссёра и звукорежиссёром. В 1993 году дебютировал как режиссёр полнометражной лентой «Упавшие с неба». Стал известным благодаря фильму «Добро пожаловать», получившему ряд фестивальных и других кинонаград и номинаций.

## Награды
| Год                                  | Категория                                                         | Номинант                                                          | Результат |
| ------------------------------------ | ----------------------------------------------------------------- | ----------------------------------------------------------------- | --------- |
| Кинофестиваль в Сан-Себастьяне       |                                                                   |                                                                   |           |
| 1993                                 | Золотая раковина                                                  | Приз Международной Католической организации в области кино (OCIC) | Номинация |
| 1993                                 | Лучший режиссер                                                   | Филипп Льоре                                                      | Победа    |
| 1993                                 | Приз Международной Католической организации в области кино (OCIC) | Приз Международной Католической организации в области кино (OCIC) | Победа    |
| Премия «Сезар»                       |                                                                   |                                                                   |           |
| 2007                                 | Лучший фильм                                                      | Не волнуйся, у меня все нормально                                 | Номинация |
| 2007                                 | Лучшая режиссерская работа                                        | Филипп Льоре                                                      | Номинация |
| 2007                                 | Лучший адаптированный сценарий                                    | Филипп Льоре (с Оливье Адамом)                                    | Номинация |
| 2010                                 | Лучший фильм                                                      | Добро пожаловать                                                  | Номинация |
| 2010                                 | Лучшая режиссерская работа                                        | Филипп Льоре                                                      | Номинация |
| 2010                                 | Лучший сценарий                                                   | Филипп Льоре (с Эммануэлем Коркулем та Оливье Адамом)             | Номинация |
| Золотая звезда кино                  |                                                                   |                                                                   |           |
| 2007                                 | Лучший сценарий (вместе с Оливье Адамом)                          | Не волнуйся, у меня все нормально                                 | Победа    |
| Кинофестиваль молодого кино в Турине |                                                                   |                                                                   |           |
| 2009                                 | Приз Мацрицио Коллино                                             | Добро пожаловать                                                  | Победа    |
| Варшавский кинофестиваль             |                                                                   |                                                                   |           |
| 2009                                 | Приз зрительских симпатий                                         | Добро пожаловать                                                  | Победа    |
| Берлинский кинофестиваль             |                                                                   |                                                                   |           |
| 2009                                 | Приз экуменического жюри                                          | Добро пожаловать                                                  | Победа    |
| 2009                                 | Приз Label Europa Cinemas                                         | Добро пожаловать                                                  | Победа    |
| Премия «Люмьер»                      |                                                                   |                                                                   |           |
| 2009                                 | Лучший фильм                                                      | Добро пожаловать                                                  | Победа    |
| 2009                                 | Лучшая режиссерская работа                                        | Добро пожаловать                                                  | Номинация |